# Soza
Soza, também referida oficialmente como Sosa, é uma vila portuguesa, sede da Freguesia de Soza do Município de Vagos, freguesia com 22,03 km² de área e 2817 habitantes (censo de 2021), tendo, assim, uma densidade populacional de 127,9 hab./km².
A povoação de Soza foi novamente elevada à categoria de vila em 12 de junho de 2009.

## História
Os Romanos deixaram a sua marca por estas paragens. No lugar onde se encontra o cemitério, teriam feito uma construção de defesa. Este local, ainda hoje, é conhecido por "Crasta", em sítio altaneiro, está o lugar de "Cubelos" (torreão da antiga fortaleza) e junto à Aldeia do Boco existe o lugar de "Ferrarias" onde se faziam ou concertavam os navios. Dos antigos casais, que ficavam a poente da Igreja Matriz, nada existe, tudo desapareceu. Quando se procedeu a escavações para implantar os muros do actual cemitério, descobriram-se sarcófagos de tijolo assentes em barro com uma cobertura de pedra calcárea com caracteres tidos por indecifráveis e vasos cerâmicos junto às ossadas. Segundo alguns especialistas (vg. Dr. David Cristo), estes sarcófagos seriam sepulturas godas.
Data de 1088, o primeiro documento que fala de Sosa.
Em 1192 D. Sancho I, doou Sosa aos frades de Rocamador «. O rei, preocupado com o povoamento desta região e querendo dar uma recompensa aos flamengos que o ajudaram na conquista de Silves, quando iam a caminho da Terra Santa em serviço das Cruzadas, entregou-lhes a orla marítima de Sosa , onde abundavam florestas e animais selvagens.
Os frades fundaram uma Igreja e um Hospital junto ao mar (hoje as marinhas do canal do Boco). Segundo rezam as crónicas, estes edifícios foram destruídos por um sismo ou marmoto. Os frades vieram então ocupar a Igreja factual, que se tornou centro de peregrinações. Felizmente que, desta época, se conseguiu encontrar a primitiva Imagem de Nossa Senhora de Rocamador, que se encontra guardada na sala museu da actual Igreja Matriz.
A muita riqueza da ordem de Rocamador que veio a Ter casas em Coimbra, Porto, Lisboa , Torres Vedras e Guarda , todas dependentes de Sosa , subverteu o espírito orginal e, por isso , D. Afonso V , embora indirectamente, conseguiu, em Agosto de 1481, a extinção do ordem, por bula do papa Sisto IV.
O foral da Vila de Sosa. A carta de foral foi doada a esta Vila por D. Manuel I em 16 de Fevereiro de 1514.
Foi vila e sede de concelho entre 1514 e 1855. Era constituído apenas por uma freguesia e tinha, em 1801, 3864 habitantes. Após as reformas administrativas do início do liberalismo, foi-lhe anexada a freguesia de Vila Nova da Palhaça, antes pertencente a Esgueira. Tinha, em 1849, 4228 habitantes.
O antigo concelho de Sosa terminou com a reforma administrativa de 1853. Nesta data passaram para o concelho de Oliveira do Bairro as freguesias de Palhaça e Mamarrosa. Sosa ficou enquadrada no concelho de Vagos. Deste velho concelho quase tudo desapareceu. Até os documentos dos arquivos da extinta administração do concelho de Vagos, foram vendidos para embrulhos e para pasta de papel, por um administrador inconsciente e interesseiro.
Em julho de 2022, a Aldeia do Boco foi oficialmente reconhecida como Aldeia de Portugal e passou a integrar a Rede Nacional das Aldeias de Portugal, que tem como objetivo a promoção e valorização do património cultural e humano das aldeias, através do envolvimento de toda a comunidade local. O reconhecimento foi oficializado no dia 17 de julho, integrado numa iniciativa da Comissão de Festas do Boco.
Com lugares desta freguesia foi criada a freguesia de Ouca pelo decreto lei nº 47.033, de 30/05/1966.

## Demografia
Nota: com lugares desta freguesia foi criada a freguesia de Ouca pelo decreto lei nº 47.033, de 30/05/1966.
A população registada nos censos foi:
| Distribuição da População por Grupos Etários | Distribuição da População por Grupos Etários | Distribuição da População por Grupos Etários | Distribuição da População por Grupos Etários | Distribuição da População por Grupos Etários |
| -------------------------------------------- | -------------------------------------------- | -------------------------------------------- | -------------------------------------------- | -------------------------------------------- |
| Ano                                          | 0-14 Anos                                    | 15-24 Anos                                   | 25-64 Anos                                   | > 65 Anos                                    |
| 2001                                         | 480                                          | 396                                          | 1538                                         | 525                                          |
| 2011                                         | 453                                          | 366                                          | 1635                                         | 615                                          |
| 2021                                         | 334                                          | 286                                          | 1484                                         | 713                                          |

## Património
- Igreja Matriz de São Miguel (com rico património estatuário)
- Cruzeiro (Charola de Soza)
- Capelas de São Sebastião (Senhor dos Passos), da Senhora do Encontro, da Senhora da Saúde, de São João, da Senhora do Pilar, de Santo António, de Nossa Senhora da Graça.
- Ruínas do convento
- Pelourinho
- Quinta das Maias
- Casa do morgado da Pedricosa
- Vale das Maias
- Azenhas do rio Boco
- Aldeia do Boco
- Vestígios arqueológicos da Castra
- Sítio das Forcas

## Associativismo
- Associação Cultural e Desportiva Sosense
- Confraria dos Sabores da Abóbora
- HonorArte -Associação Artística e Cultural de Soza
- Associação Columbófila de Soza
- Centro Social da Freguesia de Soza
- ACRAL - Associação Cultural e Recreativa Amigos da Lavandeira
- ProBoco - Associação de Defesa da Aldeia do Boco
- ADAF - Associação dos Amigos do Fontão
- Associação dos Amigos de Salgueiro

## Empresas e Polos Empresariais
- DigitalPlus - Comunicação Social (SozaOnline)
- Braga & Fernandes Lda
- Siemens Gamesa (Antiga RiaBlades)
- Plafesa Portugal
- Grupel S.A.
- Grupo TDV, Lda.
- Centrauto - Componentes Auto
- Coated Solutions
- UniBike S.A.